# Kokzidiose der Katzen
Die Kokzidiose der Katzen ist eine parasitäre Erkrankung bei Hauskatzen, die durch Cystoisospora-Arten (Cystoisospora felis oder Isospora rivolta) hervorgerufen wird und vor allem bei Jungtieren Durchfälle verursacht. Da Kokzidien streng wirtsspezifisch sind, ist eine Übertragung auf andere Tierarten oder den Menschen nicht möglich.
Die Infektion erfolgt durch die Aufnahme von sporulierten Oozysten aus der Umwelt durch Schmierinfektion. Auch die Ansteckung durch die Aufnahme von Stapelwirten wie Nagetiere, in denen der Erreger ein Ruhestadium in inneren Organen (Dormozoiten) bildet, ist möglich. Nach oraler Aufnahme vermehren sich die Einzeller in der Darmschleimhaut. Nach einer Präpatenz von sechs bis zehn Tagen erscheinen die ersten unsporulierten Oozysten im Kot, die innerhalb weniger Tage in der Außenwelt sporulieren und damit ansteckungsfähig sind. Diese Oozysten bleiben mehrere Monate infektiös. Die Ausscheidung nach Ansteckung dauert ein bis vier Wochen. Koinfektionen mit Fadenwürmern oder Bakterien sind häufig.
Der Befall mit Kokzidien ruft bei Katzenjungen Durchfall hervor. In schweren Fällen kann dieser blutig sein und auch tödlich enden. Bei älteren Tieren kommen häufig stumme Infektionen vor, bei denen die Tiere selbst keine Krankheitserscheinungen zeigen, aber als Ausscheider fungieren. Die Diagnose wird durch den mikroskopischen Nachweis der Oozysten im Kot mittels Flotationsverfahren gestellt. Zur Behandlung kann Toltrazuril oder Clazuril eingesetzt werden. Für beide Wirkstoffe existieren in Deutschland keine zugelassenen Präparate für Katzen.
Vor allem in größeren Ansammlungen von Katzen wie Tierheimen oder Zuchten sind Reinigungs- und Desinfektionmaßnahmen mit Dampfstrahlern und/oder kokzidienwirksamen Mitteln unumgänglich. Die Kokzidienwirksamkeit wird in der Desinfektionsmittelliste der Deutschen Veterinärmedizinischen Gesellschaft (DVG) ausgewiesen. Kot sollte möglichst umgehend eingesammelt und unschädlich beseitigt werden. Auch Einrichtungsgegenstände wie Kratzbäume müssen gründlich gereinigt und desinfiziert werden.